# Homalopteroides
Homalopteroides — рід костистих риб ряду коропоподібних родини Баліторові (Balitoridae). Представники роду поширені у прісних водоймах в Південно-Східній Азії.

## Види
Рід містить 7 видів:
- Homalopteroides avii Randall & Page, 2014 [2]
- Homalopteroides modestus Vinciguerra, 1890
- Homalopteroides nebulosus Alfred, 1969
- Homalopteroides rupicola Prashad & Mukerji, 1929
- Homalopteroides smithi Hora, 1932
- Homalopteroides tweediei Herre, 1940
- Homalopteroides wassinkii Bleeker, 1853